# Пудло (Лодзинське воєводство)
Пудло (пол. Pudło) — село в Польщі, у гміні Томашув-Мазовецький Томашовського повіту Лодзинського воєводства.
У 1975-1998 роках село належало до Пйотрковського воєводства.